# Pont Romain (Les Clefs)
Pour les articles homonymes, voir Pont romain (homonymie).
Le pont Romain est un pont du XVe siècle situé aux Clefs, en France. Il permet de franchir le Fier.

## Présentation
Le pont dit Romain est situé dans le département français de la Haute-Savoie, sur la commune des Clefs. Il est situé sur le Fier, dans le sous-bois du Féterel, en amont de la confluence avec le ruisseau du Chambroid ou Champfroid. L'édifice est inscrit au titre des monuments historiques en 1947.
Il s'agit d'une « arche plein cintre en dos d'âne ». Le pont a été édifié en 1450,. Il a été réparé en 1571.